# 盧萊斯
26°56′S 65°21′W / 26.933°S 65.350°W

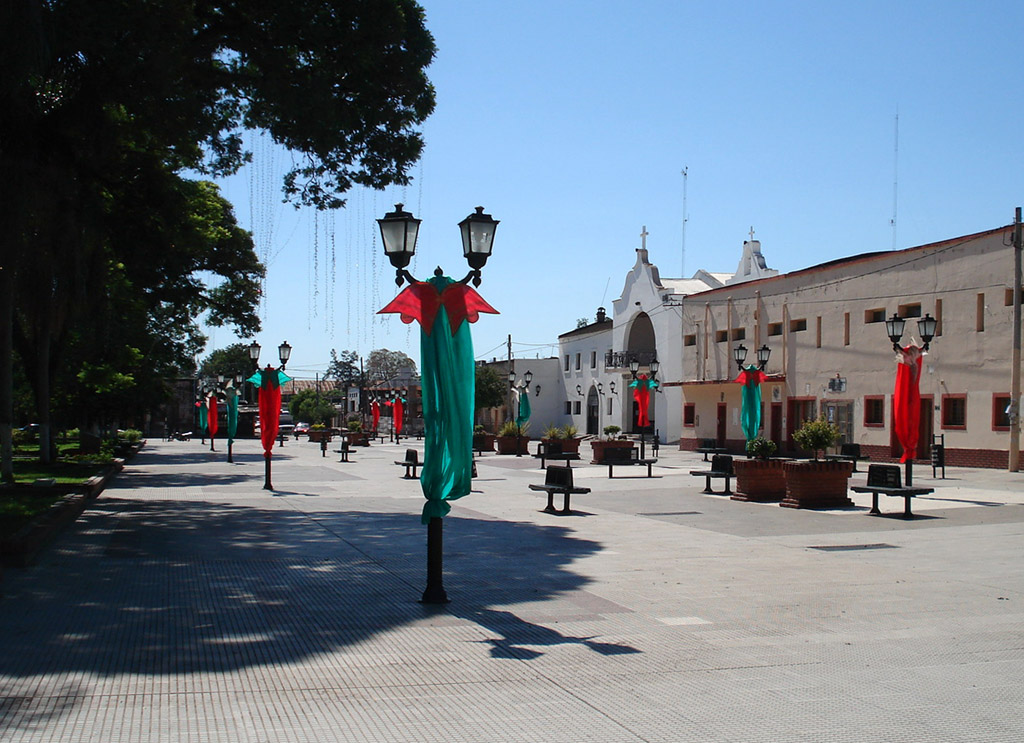
盧萊斯

盧萊斯（西班牙語：Lules），是阿根廷的城鎮，位於該國西北部圖庫曼省，是盧萊斯縣的首府，處於聖米格爾-德圖庫曼以南20公里，面積163平方公里，海拔高度490米，2001年人口28,359。